# محمد خواجه‌پور
محمد خواجه‌پور (زادهٔ ۱۳۲۹ در اهواز) نمایندهٔ حوزهٔ انتخابیهٔ بوشهر و گناوه در دورهٔ پنجم مجلس شورای اسلامی بوده‌است. وی پیش‌تر در دورهٔ چهارم نیز عضو این مجلس بود.